# Eupanacra micholitzi
Eupanacra micholitzi is een vlinder uit de familie van de pijlstaarten (Sphingidae). De wetenschappelijke naam van de soort werd in 1893 gepubliceerd door Lionel Walter Rothschild & Heinrich Ernst Karl Jordan.